# Akbar Gandschi

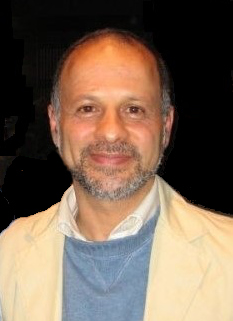
Akbar Gandschi, vor 2007

Akbar Gandschi (persisch اکبر گنجی Akbar-e Gandschī, englisch Ganji, französisch Gandji, [ækʲˈbær gʲænˈʤiː]; * 31. Januar 1960 in Qazvin, Iran) ist ein iranischer Journalist, Schriftsteller, Soziologe und einer der bekanntesten Regimekritiker der Islamischen Republik Iran.

## Leben
Während der iranischen Revolution 1979 war Akbar Gandschi Mitglied der iranischen Revolutionsgarde, zeitweise Leibwächter des Revolutionsführers Ajatollah Chomeini. Nach seinen Angaben hielt er sich von 1985 bis 1987 in Japan auf, von 1987 bis 1990 war er als Kulturattaché in der Türkei tätig.
Er studierte Soziologie und tat sich, nachdem Mohammad Chātami am 3. August 1997 Staatspräsident des Iran wurde und er am 6. Dezember 1997 eine Lizenz für seine Wochenzeitschrift Rah-e no („Neuer Weg“) bekam, mit regimekritischen Schriften hervor. Zuvor war Gandschi in der Redaktion der Zeitschrift Keyhan tätig und forderte die Trennung von Religion und Politik. Die Zeitschrift, die 1998 verboten wurde, war damals ein wichtiges Sprachrohr der iranischen reformorientierten Intellektuellen und die Hauszeitung des Mitgründers Abdolkarim Sorusch. Auch für die Zeitung Asr-e Azadegan arbeitete er als Journalist.
Im März 2000 wurde der Geschäftsführer der Zeitung, Said Hajjarian, ein Berater des Präsidenten Chātami, durch einen Kopfschuss schwer verwundet.
Nach dem Verbot von Rah-e no wurde die Zeitschrift Sobh-e emruz („Der heutige Morgen“) gegründet.
Während der Konferenz „Iran nach den Wahlen“, die in Berlin im April 2000 mit iranischen Teilnehmern unter der Schirmherrschaft der Heinrich-Böll-Stiftung veranstaltet und die zwar zensiert, doch auch vom iranischen Fernsehen übertragen wurde, trat Gandschi mit seinen im Iran bekannten Abhandlungen öffentlichkeitswirksam im Westen auf.

## Werke
- Faschistische Auffassung von Religion und Staat, 1999 erschienen, brachte ihm eine Haftstrafe ein. In dieser Schrift habe er, nach seinen Angaben, die Theorie des Islamfaschismus vertreten, wie

„aus einer Religion eine faschistische Theorie gebastelt wird und sie dann dem Volk als Islam verkauft …“. Der Begriff Islam-Faschismus, den Gandschi bereits 1986 in ersten Schriften erwähnt, wurde bereits im März 1979 während der iranischen Revolution von Chomeini-Gegnern verwendet.
- Die graue Eminenz (1998)
- Die rote Eminenz (1998)
- Die Dunkelkammer der Gespenster (1999).

In diesen Büchern deckte Gandschi zusammen mit Said Hajjarian den Zusammenhang zwischen den Auftragsmorden, den mutmaßlich rund 80 zwischen 1989 und 1997 stattgefundenen sogenannten Kettenmorden an zahlreichen iranischen Oppositionellen und obersten staatlichen Stellen auf. Akbar Hāschemi Rafsandschāni, der Geheimdienstminister Fallahian sowie die Schlägertruppen um Mesbah Yazdi wurden von Gandschi, unterstützt durch Abbas Abdi, den Inhaber eines Meinungsforschungsinstituts, schwer belastet.

## Nachwirkungen
Durch sein Auftreten in Berlin wurde gegen Gandschi nach seiner Rückreise in den Iran, Anklage erhoben und er wurde vor Gericht gestellt. Gandschi während der Verhandlung:
Ich bin stolz, denn ich bin im Gefängnis, weil ich die Freiheit, die Menschenrechte, die Freiheit des Denkens und der Meinungsäußerung verteidige. Mehr habe ich nicht zu sagen.
Am 13. Januar 2001 wurde Gandschi zu 10 Jahren Haft plus 5 Jahre Verbannung, auch auf Grund der Teilnahme an dieser Konferenz, wegen
- Aktivitäten gegen die nationale Sicherheit
- Propaganda gegen die islamische Staatsordnung
- Beleidigung islamischer Heiligtümer, Ablehnung islamischer Kleidungsvorschriften
- Beleidigung des Imam Chomeini
- Sammlung von vertraulichen Akten und Unterlagen
- Verbreitung von Unwahrheiten zum Zweck des Aufruhrs

verurteilt, bei der Berufungsverhandlung wurde die Haftstrafe auf 6 Jahre reduziert. Am 18. März 2006 wurde Gandschi aus der Haft entlassen, auch aufgrund seines lebensgefährdenden Zustandes nach einem wochenlangen Hungerstreik.
Nicht nur Menschenrechtsorganisationen, der internationale Schriftstellerverband P.E.N., sondern auch die Europäische Union und die US-Regierung haben sich für die Freilassung von Akbar Gandschi eingesetzt.
Am 2. August 2005 wurde Richter Massud Moghaddas, der Gandschi und sechs weitere Personen, die an der Konferenz der Heinrich-Böll-Stiftung teilgenommen hatten, als Vorsitzender Richter verurteilt hatte, von einem Attentäter erschossen.
Nach sechs Jahren im Gefängnis und nach einem Hungerstreik wurde er im Jahr 2006 freigelassen. 2006 verließ er den Iran.

## Auszeichnungen
Am 5. Juni 2006 wurde Gandschi mit dem Golden Pen of Freedom Award, einem Medienpreis des World Association of Newspapers, ausgezeichnet. Am 11. Oktober 2006 folgte der Martin Ennals Award.
Am 8. Oktober 2007 erhielt Gandschi den Preis für die Freiheit und Zukunft der Medien der Medienstiftung der Sparkasse Leipzig. 2010 wurde Ganji vom Internationalen Presseinstitut in Wien zum Helden der Freiheit der Weltpresse ernannt. Damit wurde sein Mut im Kampf um Gerechtigkeit und Pressefreiheit gewürdigt.

## Gandschis Texte
- freeganji.blogspot.com (Memento vom 14. Dezember 2005 im Internet Archive)
- freeganji.blogspot.com (Memento vom 2. August 2005 im Internet Archive)